# インテンション (企業)
株式会社インテンション（英: INTENTION Co.,Ltd.）は、日本の声優事務所。

## 概要
声優の鈴村健一が、前所属事務所のアーツビジョンからマネージャーを務める桑原敦と共に独立して設立し、2012年5月1日から営業を開始した。鈴村の最初のシングル「INTENTION」と同名である。
当初からいずれ複数人の声優が所属することを前提に設立した鈴村の個人事務所で、2014年から複数の声優が加入している。
2014年から年に1回ごとINTENTION WORKSHOPを開催しており、川井田夏海がこれにより選ばれた初めての所属者である。
2020年1月20日に文化放送のラジオ番組『超!A&G+ 東山奈央のラジオ@リビング』で事務所が移転した事を発表した。
2022年3月5日に『第十六回 声優アワード』にて、「富山敬賞」鈴村健一、「パーソナリティ賞」櫻井孝宏、「助演男優賞」中村悠一、以上3名が同年度受賞。

## 所属タレント

### 男性
- 鈴村健一（代表取締役）
- 中谷一博（2017年6月1日より所属、スーパーシャークエンターテイメントより移籍）
- 石毛翔弥（2019年10月7日より所属、スターダストプロモーションより移籍）
- 内田修一（2020年1月31日より所属）
- 中村悠一（2020年10月1日より所属、シグマ・セブンより移籍[4]）
- 内田雄馬（2023年1月1日より所属、アイムエンタープライズより移籍[5]）

### 女性
- 東山奈央（2014年5月1日より所属、アーツビジョンより移籍）
- 川井田夏海（2017年9月15日より所属）
- 唯野あかり（2020年4月1日より所属）
- 朝井彩加（2020年8月1日より所属、東映撮影所より移籍[6]）
- 阿部菜摘子（2021年7月21日プロフィール公開[7]）
- 遠藤綾（2025年3月31日より所属、オフィスPACより移籍[8]）

## 過去に所属していたタレント
- 櫻井孝宏（2014年7月20日より所属、81プロデュースより移籍、2023年3月31日付で退所）[9]